# Dacia González
Dacia González (Cidade do México, 10 de setembro de 1940) é uma atriz mexicana de cinema e televisão. Mãe da também atriz Dacia Arcaráz.

## Carreira
Começou sua carreira como atriz no final da década de 1950 no filme Do solo não passo de 1959, compartilhando créditos com María Duval e Carlos Ancira. Tem uma das carreiras mais sólidas em cinema, tem participado em mais de 40 filmes, entre as que se encontram: As três coquetonas, Vivo ou morto, Um tipo a todo dar, Julgamento contra um anjo, Santo e a águia real, O mau, Todo um homem e Até que a morte nos separe por mencionar umas poucas. Em televisão debutó na telenovela O julgamento dos pais em 1960. No entanto, depois dedicou-se inteiramente ao cinema, voltando ao gênero televisivo recém em 1990, na exitosa telenovela Atingir uma estrela. A partir de aqui destacou em maior medida em televisão, em telenovelas como: Dança comigo, Império de cristal, A sombra do outro, Esmeralda, Me abraça muito forte, Aposta por um amor, Ao diabo com os guapos, Triunfo do Amor e Abismo de paixão entre outras.
Dacia esteve casada com o também ator Luis Arcaraz, de quem enviuvou em junho de 2011. Tiveram dois filhos, a também atriz Dacia Arcaraz e Luis Arcaraz Jr.

## Filmografia

### Telenovelas
- Que te perdone Dios (2015) .... Vicenta Muñoz
- Por siempre mi amor (2013-2014) .... Luta
- Abismo de pasión (2012) .... Branca (Nina) de Elizondo
- Esperanza del corazón (2011-2012) .... Vizinha de Lorenza
- Triunfo del amor (2010-2011) .... Mamá Lulú
- Al diablo con los guapos (2007) .... Madre Superiora
- Apuesta por un amor (2004-2005) .... Nana Clara García
- ¡Vivan los niños! (2002-2003).... Perpétua
- Abrázame muy fuerte (2000-2001) .... Candelaria Campusano
- El niño que vino del mar (1999) .... Catalina Ortiz
- Esmeralda (1997) .... Rita Valverde
- Mi querida Isabel (1996) .... Lupe
- La sombra del otro (1996) .... Camila Corcuera
- Imperio de cristal (1994) .... Renata Ocampo
- Baila conmigo (1992) .... Teresa
- Alcanzar una estrella II (1991) .... Luta Roda
- Alcanzar una estrella (1990) .... Luta Roda
- Carrussel (1989) .... Rosalía de Guerra
- La gloria y el infierno (1986)
- Encadenados  (1969) .... Priscila
- El juicio de los padres (1960)

### Séries de TV
- Sin miedo a la verdad (2018)... Catalina Gómez
- Como dice el dicho (2011)
- La rosa de Guadalupe (2008) .... Rosario (episódio: "A esperança do perdão")
- Mujer, casos de la vida real (1996-2002)
- Praça Sésamo (1995-1997) .... A Avó
- As aventuras de Capulina (Período I, 197?)

### Filmes (seleção)
- Mais que atingir uma estrela (1992)
- Ambição sangrenta (1991)
- Até que a morte nos separe (1989)
- O solitário indomable (1988)
- Caçada de narcos (1987)
- Todo um homem (1983)
- Na tormenta (1982)
- Trago o sangue quente (1977)
- O pedreiro (1975)
- Um caminho ao céu (1975)
- Nós os feios (1973)
- A tigresa (1973)
- Santo e a águia real (1973)
- A grande aventura (1969)
- O homem da fúria (1966)
- Os três selvagens (1966)
- Ninho de águias (1965)
- Rateros último modelo (1965)
- Perdoa-me minha vida (1965)
- As invencibles (1964)
- Julgamento contra um anjo (1964)
- As filhas do Zorro (1964)
- María Pistolas (1963)
- Um tipo a todo dar (1963)
- Tiburoneros (1963)
- Os jovens (1961)
- Vingança apache (1960)
- Os pistolocos (1960)
- Vivo ou morrido (1960)
- Tin Tão e as modelos (1960)
- A casa do terror (1960)
- A tiro limpo (1960)
- A lei do mais rápido (1959)
- Os irmãos Diabo (1959)
- O puma (1959)
- Do solo não passo (1959)